# Homoglutathion
Homoglutathion ist ein dem Glutathion strukturverwandtes Thiol. Das Tripeptid (γ-L-Glutamyl-L-cysteinyl-β-alanin) ist aus den Aminosäuren Glutaminsäure, Cystein und β-Alanin aufgebaut. Es unterscheidet sich von Glutathion damit nur durch seine C-terminale Aminosäure.
Homoglutathion ersetzt teilweise oder vollständig Glutathion in Leguminosen. Während in der Familie der Fabaceae die meisten Vertreter der Fabeae und Trifolieae beide homologe Tripeptide enthalten, bilden die Phaseoleae nur Homoglutathion.
Homoglutathion übernimmt in den Phaseoleae viele Funktionen, die in anderen Pflanzen Glutathion zukommen. So dient Homoglutathion im Pflanzenkörper der Phaseoleae als Haupttransportform reduzierten Schwefels. Homoglutathion ist die Vorstufe der Homophytochelatine, die in den Phaseoleae zur Bindung und Entgiftung von Schwermetallen dienen. Auch ist Homoglutathion in Homologie zum Glutathion an der Entgiftung von Herbiziden über die Homoglutathion-Sulfotransferase-Reaktion beteiligt. Zusätzlich spielt Homoglutathion eine Rolle als Reduktionsmittel  bei der lichtabhängigen Wasserstoffperoxid-Entgiftung in den Chloroplasten der Phaseoleae.

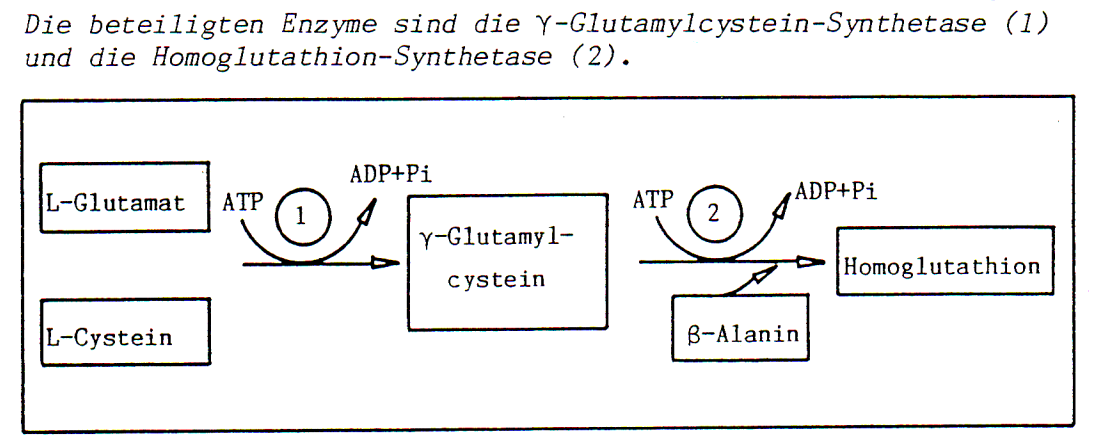
Syntheseweg des Homoglutathions

Homoglutathion wird in den Leguminosen aus den Aminosäuren L-Glutaminsäure, L-Cystein und β-Alanin in einem zweistufigen Prozess synthetisiert. Unter ATP-Verbrauch wird aus Glutaminsäure und Cystein γ-Glutamylcystein durch die Ligase γ-Glutamylcysteinsynthetase gebildet. Im zweiten Schritt der Synthesekette wird unter ATP-Verbrauch β–Alanin mithilfe des Enzyms Homoglutathionsynthetase an das terminale Kohlenstoffatom addiert.